# Cărți de medicină apărute în perioada 2000-2015
Lista prezintă unele apariții editoriale în domeniul medicinei umane, medicinei veterinare, terapiilor, farmacologiei, biochimiei, etc. în România, lista nefiind exhaustivă.

## Dicționare, enciclopedii, atlase, agende
- Manualul Merck Ediția a 18-a, ISBN: 978-973-571-688-2, Editura: All, Anul publicării: 2010, Pagini: 2991, Format: 14x20
- HARRISON. Medicină Cardiovasculară, autor: Joseph Loscalzo, editura All, 2013
- Atlas de Anatomie a Omului, Frank H. Netter, Editura Medicală Callisto, ISBN: 978-973-87261-7-8, Pagini: 548, Format:23x29, 2008
- Dorland's illustrated medical dictionary, Autor: Saunders Elsevier, ISBN: 978-1-4160-2364-7, Editura: Books Unlimited Publishing, Anul publicării: 2008, Ediția: 31, Format: 22x28
- Larousse medical, Autor: Larousse, ISBN: 2-03-560256-3, Editura: Larousse, Anul publicării: 2008, Format: 19x28
- Agendă Medicală, Editura Medicală - 2014
- Dicționar de medicină, Editura Univers Enciclopedic, autor: Iulia Anania, George Anania, ISBN: 978-606-816-298-0, 2011
- Dicționar de Nursing, Editura: All, Autor: Veronica Tudor, ISBN: 978-973-571-919-7, 2011
- Dicționar medical român-german, german-român, Autorul: Alex Greger, Anul apariției: 2013, Nr. pagini: 368, Formatul cărții: 16/70x100
- Dicționar medical, editia a IV-a revizuită și adăugită, Autorul: Valeriu Rusu, Anul apariției: 2010, Nr. pagini: 2064, Formatul cărții: 8/54x84
- Terminologie medicală și farmaceutică, Autor: Iuliana Popovici, Lăcrămioara Ochiuz, Dumitru Lupuleasa, ISBN: 978-973-46-0668-9, Editura: POLIROM, Anul publicării: 2007, Pagini: 413, Format: 21x27
- English for medical professionals, Autor: Rodica Velea, ISBN: 978-973-746-6224-2, Editura: SITECH, Anul publicării: 2008, Pagini: 215, Format: 16x23
- Endocrinologie de la A la Z dicționar enciclopedic, Autor: Prof. Dr. Constantin Dumitrache, ISBN: 978-973-659-141-9, Editura: Național, Anul publicării: 2008, Pagini: 912, Format: 18x24
- Enciclopedia sănătății familiei, Editura Niculescu, autori: Dr. Med. Heike Kovacs, Birgit Kaltenthaler, Iris Hammelmann ISBN: 978-973-748-343-0, 2009
- Enciclopedia sănătății copilului, Editura Niculescu, autori: Dr. Med. Gunhild Kilian-Kornell, Dr. Med. Annette Eiden ISBN: 978-973-748-417-8, 2009
- Anatomie Clinică, Autor: Ion Albu, Radu Georgia, ISBN: 978-973-571-514-4, Editura: All, Anul publicării: 2010, Pagini: 295, Format: 17x24
- 1000 de boli pe înțelesul tuturor, volumul I, II, Editura Orizonturi, 2012
- Bolile și analizele medicale pe întelesul tuturor, Editura Niculescu, autor: Dr. Ioan Năstoiu ISBN 978-973-748-043-9), 2011

## Cărți de medicină umană
Medicină generală, medicină de familie
- Ghidul de buzunar al medicului de familie, Autor: Joseph S. Esherick, ISBN: 978-606-92017-1-8, Editura: EDUPOINT, Anul publicării: 2009, Pagini: 278, Format: 10x13
- Bazele medicinei de familie, Autor: Adrian Restian, ISBN: 978-973-39-0654-4, Editura: Medicală, Anul publicării: 2009, Ediția: 3, Pagini: 1897, Format: 17x24
- Primul ajutor până la sosirea medicilor, Editura Orizonturi, 2012
- Îndreptar practic de medicină de familie, Editura Amaltea, autor: Dumitru Matei, 2009
- Medicina de familie - curs universitar pentru studenții anului 6, 2012
- Ghidul clinic al asistentului medical, Autor: Paul Ong, Bernie Garrett, ISBN: 978-606-92180-4-4, Editura: Farma Media, Anul publicării: 2010, Format: 8x16

Medicină internă
- Esențialul în gastroenerologie și hepatologie, Autor: Dr, Oliviu Pascu, ISBN: 973-659-034-8, Editura: National, Anul publicării: 2005, Pagini: 544, Format: 16x23
- Compendiu de medicină internă, Autor: Leonard Domnișoru, Dumitru Cristea, ISBN: 973-659-082-8, Editura: National, Anul publicării: 2004, Pagini: 648, Format: 18x25
- Compendiu de gastroenterologie, Autor: Radu Voiosu, ISBN: 973-86877-0-5, Editura: Runa-Grupul editorial Corint, Anul publicării: 2004, Pagini: 332, Format: 16x23
- Gastroentereologie și hepatologie. Actualități 2003, Autor: Tudorel Ciurea, Oliviu Pascu, Carol Stanciu, ISBN: 973-39-0513-5, Editura: Medicală, Anul publicării: 2003, Pagini: 967, Format: 17x25

Cancer
- Cancerul, boala tristeții Editura Pro Editura și Tipografie, autor: Teodor Vasile, ISBN 978-973-145-231, 2009
- Tumori și pseudotumori maxilare, Editura: Didactică și Pedagogică, Autor: Claudiu Margaritescu, Cristiana Simionescu, ISBN: 978-973-30-2823-9, 2010
- Terapia Gerson pentru vindecarea cancerului și a altor afecțiuni cronice - Charlotte Gerson, Beata Bishop, Editura Lifestyle
- Cancerul colorectal - o boala evitabilă, Editura Viată și Sănătate, autor: dr. Emil Rădulescu, 2014
- Să vorbim despre cancer, Autor: Horea Porumb, ISBN: 978-973-35-2472-4, Editura: DACIA, Anul publicării: 2009, Pagini: 200, Format: 15x21
- Invață să învingi. Cancerul de sân se poate vindeca Editura Curtea Veche, autori:Brindusa Armanca, Dana Harbuz Micricioiu, ISBN: 978-973-669-276-5, Editura: CURTEA VECHE, Anul publicării: 2006, Pagini: 159, Format: 22x19
- Să vorbim despre cancer, Autor: Horea Porumb, ISBN: 973-99911-5-7, Editura: ***, Anul publicării: 2002, Pagini: 199, Format: 14x20
- Managementul psihiatric și psihologic în cancerul de sân, Autor: Alexandrina Baloescu, Gabriela Grigorescu, ISBN: 978-973-88525-6-3, Editura: Farma Media, Anul publicării: 2009, Pagini: 225, Format: 17x24
- Criterii moderne în clasificarea tumorilor gliale, Autor: Teodota Camelia Vlădescu, ISBN: 973-87046-9-3, Editura: ETNA, Anul publicării: 2005, Pagini: 79, Format: 16x23

Diagnostice, cazuri clinice
- Semiologie medicală și diagnostic diferențial 2013, Editura Medicală, 2012
- Ghid clinic de diagnostic diferential, Autor: Sailer, Wasner, ISBN:978-973-88525-9-4, Editura: Farma Media, Anul publicării: 2010, Pagini: 454, Format: 10x13
- Medicină intuitivă, Autor: Francesca Mc Cartney, ISBN: 978-973-8471-84-9, Editura: Mix, Anul publicării: 2009, Pagini: 330, Format: 13x20
- Semiologie medicală pentru asistenți medicali, Editura : All, autori: Mihaela Vasile, Monica Moldoveanu ISBN: 978-606-587-012-3, 2011
- Semiologie Medicală - Curs universitar pentru studenții facultății de medicină dentară, Autor: Horia Balan, Delia Donciu, ISBN: 978-973-39-0686-5, Editura: Medicală, Anul publicării: 2010, Pagini: 362, Format: 17x24
- Ghid clinic: medicină internă Editura Medicală, autor: Jorg Braun, Arno J. Dormann,2013
- Ghidul simptomelor, Autor: Aquila, ISBN: 978-973-714-393-8, Editura: Aquila'93, Anul publicării: 2008, Pagini: 370, Format: 20x30

Chirurgie
- Chirurgie vol. I, II, semiologie chirurgicală,  Editura SITECH, autor: Fane Ghelase, 2012
- Chirurgia traumatismelor duodenului, Autor: Octavian Constantin Neagoe, Gheorghe Neagoe, ISBN: 978-973-746-906-9, Editura: SITECH, Anul publicării: 2008, Pagini: 380, Format: 17x24
- Elemente de chirurgie generală, Autor: Niculae Iordache, Florin Turcu, Mircea Litescu, ISBN: 978-973-31-2341-5, Editura: Tehnică, Anul publicării: 2009, Pagini: 420, Format: 16x23
- Cavitatea orală. Morfologie normală și patologică 6. Autor: Stefania Craitoiu, Maria Florescu, Mihai Craitoiu, ISBN: 973-39-0369-8, Editura: Medicală, Anul publicării: 2009, Pagini: 328, Format: 16x23
- Chirurgie generală pentru studenți stomatologi, Autor: Corneliu Dragomirescu, Radu Iorgulescu, ISBN: 973-31-2181-9, Editura: Tehnică, Anul publicării: 2003, Pagini: 463, Format: 16x23
- Manual de transplant renal+CD, Autor: Mihai Lucan, ISBN: 973-98531-2-9, Editura: CELSIUS, Anul publicării: 2008, Format: 19x25
- Chirurgie abdominală, Autor: Gheorghe Funariu, ISBN: 973-35-1360-1, Editura: Dacia, Anul publicării: 2002, Pagini: 480, Format: 21x30

Boli
- 1000 de boli pe înțelesul tuturor, volumul I, II, Editura Orizonturi, 2012
- Bolile și analizele medicale pe întelesul tuturor, Editura Niculescu, autor: Dr. Ioan Năstoiu ISBN 978-973-748-043-9), 2011
- Totul despre hepatite și virusurile hepatitice, Autor: Adrian Streinu Cercel, ISBN: 978-973-87499-7-9, Editura: Coreus, Anul publicării: 2009, Pagini: 183, Format: 16x23
- Complicațiile cronice ale diabetului zaharat, Autor: Popa Amorin Remus, ISBN: 978-973-87462-8-2, Editura: Farma Media, Anul publicării: 2007

Neurologie, neurochirurgie, psihiatrie, psihologie
- Tratat de neurochirurgie, vol 1, Editura Medicală, autor: Prof. Dr. Msc. Alexandru Vlad Ciurea, ISBN: 978-973-39-0690-2, 2010
- Ateroscleroza cerebrală ischemică, Autor: Leon Danaila,Viorel Pais, ISBN: 973-39-0530-5, Editura: Medicală, Anul publicării: 2004, Pagini: 1020, Format: 22x30
- Principiile și practica neurologiei de urgență: manual pentru medicii de medicină a urgenței, Editura Medicală, autor: Sid M. Shah, Kevin M. Kelly ISBN 978-973-39-0729-9, 2012
- Elemente esențiale de neurologie clinică, Editura Amaltea, autor: Dr. Bogdan O. Popescu, Prof. Dr. Ovidiu Bajenaru, 2009
- Autismul și sindromul Asperger, ghid pentru asistenți medicali Editura All, autor: Christopher Barber, 2013
- Să înțelegem AUTISMUL, Autor: Karen Siff Exkorn, ISBN: 978-973-679-795-8x, Editura: Aramis, Anul publicării: 2010, Pagini: 544, Format: 16x24
- Psihiatrie clinică, Editura Medicală, autor: Dan Prelipceanu, ISBN: 978-973-39-0719-0, 2011
- Ghid clinic de terapie comportamentală și cognitivă, Autor: Ovide Fontaine,Philippe Fontaine, ISBN: 978-973-46-0442-5, Editura: POLIROM, Anul publicării: 2008, Pagini: 814, Format: 13x20

Cardiologie, Medicină vasculară
- Interpretarea Rapidă a EKG-urilor, Autor: Dale Dubin, ISBN: 978-973-339-0647-6, Editura: Medicală, Anul publicării: 2010, Pagini: 368, Format: 17x24
- 151 probleme de electrocardiografie, Autor: Dr. Gabriel Tatu-Chitoiu, Editura: PACO, Anul publicării: 2009, Pagini: 304, Format: 16x23
- Noua cardiologie - opriți afecțiunile cardiovasculare Editura Lifestyle, autor: Stephen T. Sinatra, James C. Roberts, 2013
- ECG în 10 zile Editura ALL, autor: David R. Ferry, 2013
- Ghid ECG, Autor: Adrian Alecu, ISBN: 978-973-87462-5-1, Editura: Farma Media, Anul publicării: 2008, Pagini: 155
- Ultrasonografie Vasculară, Autor: Sorin Marian Dudea, Radu Ion Badea, ISBN: 978-973-39-0673-5, Editura: Medicala, Anul publicării: 2009, Pagini: 743, Format: 21x26
- Ghidul Inimii Sănătoase, Autor: Christiaan Barnard, ISBN: 978-973-47-0604-4, Editura: Paralela 45 - PRACTIC, Anul publicării: 2009, Pagini: 308, Format: 13x20
- Să înțelegem. Angina și Infarctul miocardic, Autor: Dr.Chris Davidson, ISBN: 978-973-21-0911-3, Editura: Minerva, Anul publicării: 2008, Pagini: 154, Format: 11x18
- Ai grijă de inima ta!, Autor: Dr. Emil Rădulescu, ISBN: 973-7933-94-x, Editura: Viața și sănătate, Anul publicării: 2006, Ediția: 2, Pagini: 158, Format: 14x20
- Tot ce trebuie să cunoști despre Infarctul Miocardic, Autor: Dr. G. D. Thapar, ISBN: 978-973-1822-51-8, Editura: M. A. S. T., Anul publicării: 2010, Pagini: 142, Format: 13x20
- Chirurgie vasculară. Bolile venelor și limfaticelor, Autor: Vasile Candea, ISBN: 973-31-2057-x, Editura: Tehnica, Anul publicării: 2009, Pagini: 323, Format: 17x24
- Hipertrofia ventriculară. Experimentală și clinică, Autor: Virgil Barda, Nicolae Balta, Livia Popescu, ISBN: 978-973-8437-99-9, Editura: Viața Medicală Românească, Anul publicării: 2007, Pagini: 547, Format: 17x24
- Hipertensiunea arterială. Îndrumar de diagnostic și tratament pentru practicieni, Autor: Ion I. Bruckner, ISBN: 978-973-88525-1-8, Editura: Farma Media, Anul publicării: 2008, Pagini: 159, Format: 9x12
- Hipertensiunea arterială la copil și adult, Autor: Genel Sur, Caius Duncea, ISBN: 973-686-397-2, Editura: Casa cărții de știință, Anul publicării: 2008, Pagini: 262, Format: 16x23
- Clasificări și unele ghiduri practice în bolile cardiovasculare, Autor: Eduard Apetrei,Ileana Arsenescu, ISBN: 973-9394-86-8, Editura: InfoMedica, Anul publicării: 2002, Pagini: 250, Format: 14x19
- Progrese în Cardiologie, Autor: L. Gherasim, ISBN: 973-9394-89-2, Editura: InfoMedica, Anul publicării: 2002, Pagini: 642, Format: 17x24

Pediatrie
- Compendiu de pediatrie pentru cadre medii, Editura All, autor: Vasilescu Marina Bianca ISBN: 978-973-571-768-1, 2011
- Compendiu de Pediatrie, Autor: Adrian Georgescu, Ioana-Alina Anca, ISBN: 978-973-571-946-3, Editura: All, Anul publicării: 2009, Ediția: 3, Pagini: 923, Format: 13x20,
- Farmacologie pentru moașe și asistenți medicali, Editura Medicală, autor: Oana Andreia Coman ISBN: 978-973-39-0641-4, 2008
- Manual de nursing general, Editura Sitech, autori: Adriana Iliescu, Bogdan Cotoi, 2012
- Actualități în pediatrie vol I+II, Autor: Valeriu Popescu, ISBN: 978-973-162-012-1, Editura: Amaltea, Anul publicării: 2008, Format: 21x30

Imagistică medicală, Investigații moderne
- Tratat de ultrasonografie clinică vol 2, Editura Medicală, autori: Radu Ion Badea, Sorin Marian Dudea, Petru Adrian Mircea, Dumitru Zdrenghea, ISBN: 978-973-39-0575-2, 2006
- Tehnici moderne de investigație și perspective terapeutice în bolile digestive, Editura Medicală, autori: Teodor Bădescu, Constantin Chira, Dana-Mirela Lengyel, Constantin-Marian Radu ISBN: 978-973-39-0722-0, 2011
- Ecografie Clinică Musculoscheletală, Autor: Daniela Fodor, ISBN:978-973-39-0676-6, Editura: Medicală, Anul publicării: 2009, Pagini: 401, Format: 21x26
- Tratat de Ultrasonografie Clinica volumul 1, Autor: Radu Ion Badea, Sorin Marian Dudea, Florin Stamatian, ISBN: 978-973-39-0618-6, Editura: Medicală, Anul publicării: 2009, Pagini: 724, Format: 21x26
- Tratat de Ultrasonografie Clinica volumul 2, Autor: Radu Ion Badea, Sorin Marian Dudea, Petru Adrian Mircea, Mircea Stamate, ISBN: 978-973-39-0640-7, Editura: Medicală, Anul publicării: 2009, Pagini: 727, Format: 21x26
- Tratat de Ultrasonografie Clinica volumul 3, Autor: Radu Ion Badea, Sorin Marian Dudea, Petru Adrian Mircea, Mircea Stamate, ISBN: 978-973-39-0640-7, Editura: Medicală, Anul publicării: 2009, Pagini: 727, Format: 21x26
- Ultrasonografie Vasculară, Autor: Sorin Marian Dudea, Radu Ion Badea, ISBN: 978-973-39-0673-5, Editura: Medicala, Anul publicării: 2009, Pagini: 743, Format: 21x26
- Electroencefalograma clasică și modernă la adult și copil, Autor: Dumitru Constantin,Dana Craiu,Carmen Adela Sirbu, ISBN: 978-973-39-0646-9, Editura: Medicală, Anul publicării: 2008, Pagini: 245, Format: 17x24

Urologie
- Actualități în nefrologie, Autor: Nicolae Ursea, ISBN: 973-582-211-3, Editura: Editura Fundației România de mâine, Anul publicării: 2000, Pagini: 495, Format: 20x28

Sexualitate, Obstetrică, Ginecologie,
- Secretele orgasmului, Editura Semne, autor: Vivienne Cass, 2012
- Sexualitatea umană și sănătatea, Autor: Constantin Pârvu, ISBN:973-31-1479-0, Editura: Tehnică, Anul publicării: 2000, Pagini: 216
- Prima iubire. Totul despre iubire și sexualitate, Autor: Patricia Mennen, Dagmar Geisler, ISBN: 973-825019-6, Editura: Aquila'93, Anul publicării: 2003, Pagini: 160, Format: 17x21
- Viața sexuală, Autor: Aquila, ISBN: 978-973-714-312-9, Editura: Aquila'93, Anul publicării: 2008, Pagini: 292, Format: 17x24
- Sarcina ta. Întrebări și răspunsuri, Autor: Curtis Glade, ISBN:973-624-920-4, Editura: Semne, Anul publicării: 2010, Format: 17x24
- Sarcina Ta - Ghidul oricărei femei, Autor: Glade B. Curtis, Julieth Schuler, ISBN: 973-624-826-7, Editura: Semne, Anul publicării: 2010, Format: 17x25
- Sarcina ta săptămână cu săptămână, Autor: Glade B. Curtis, Judith Schuler, ISBN: 973-624-771-6, Editura: Semne, Anul publicării: 2009, Format: 18x25
- Boli și sindroame cu nume proprii în Obstetrică-Ginecologie, Autor: Dr. Petre Badea, ISBN: 973-99566-6-1, Editura: ***, Anul publicării: 2009, Pagini: 79, Format: 14x20
- Ginecologie, Autor: Virgiliu Ancar, Crangu Ionescu, ISBN: 978-973-659-147-1, Editura: National, Anul publicării: 2008, Format: 17x24
- Ginecologie Endocrinologică, Autor: Petrache Vârtej, Ioana Virtej, Cătălina Poiana, ISBN: 978-973-571-956-2, Editura: All, Anul publicării: 2010, Ediția: 3, Pagini: 649, Format: 16x23
- Obstetrică, Autor: Virgiliu Ancar, Crangu Ionescu, ISBN: 978-973-659-148-8, Editura: National, Anul publicării: 2008, Format: 17x24
- Afecțiunile medicale asociate sarcinii, Autor: Radu Vlădăreanu, ISBN: 973-9394-92-2, Editura: InfoMedica, Anul publicării: 2002, Pagini: 455, Format: 21x29
- Sănătatea femeii, Autor: Aquila, ISBN: 978-973-714-311-2, Editura: Aquila'93, Anul publicării: 2008, Pagini: 281, Format: 17x24

Dermato-venerologie, virusologie, boli infecțioase
- Dermato-venerologie, Editura: EDITURA DIDACTICA SI PEDAGOGICA, Anul publicării: 2010, Pagini: 303, Format: 16x23
- Dermatoze profesionale, Editura Tehnică, autori: Sonia Badulici, Ioana Berilă, 2009
- Acneea și rozaceea: manifestări, diagnostic și tratament, Editura M.A.S.T, autor: David J. Goldberg, 2011
- Virusologie, bacteriologie și parazitologie pentru asistenți medicali Editura All, autor: Monica Moldoveanu, 2012
- Virusologie medicală, Editura Medicală, autor: Costin Cernescu, ISBN 978-973-39-0637-7, 2012
- Dermato venerologie note de curs, Autor: Laura Simona, Ianosi,Irina Stoicescu, ISBN: 978-973-746-744-7, Editura: SITECH, Anul publicării: 2008, Pagini: 400, Format: 18x25
- Dermato histo patologie practică, Autor: Maria Florescu, Cristiana Simionescu, ISBN: 973-8043-78-8, Editura: Universitaria, Anul publicării: 2006, Ediția: 2, Pagini: 295, Format: 17x24

Alergologie, Imunologie
- Imuno - hematologie clinică, editura Sitech, autori: Mihail Badea, Daniela Badea, 2013
- Tratat de Imunoterapie, Autor: Doru Dejica, ISBN: 973-7867-45-9, Editura: Mega, Anul publicării: 2006, Pagini: 1065, Format: 17x24

Oftalmologie
- Diagnostic Pozitiv si diferential in Oftalmologie, ISBN: 978-973-746-979-3, Editura: SITECH, Anul publicării: 2010, Pagini: 230, Format: 20x29
- Oftalmologie pentru asistenți medicali, Editura All, autori: Monica Moldoveanu, Adrian Moldoveanu, 2012
- Tratat de oftalmologie, Autor: Paul Cernea, ISBN: 973-39-0313-2, Editura: Medicală, Anul publicării: 2002, Pagini: 1165, Format: 17x24

ORL
- Otologie, Autor: Prof. dr. Traian Ataman, ISBN: 973-31-2081-2, Editura: Tehnică, Anul publicării: 2008, Pagini: 788, Format: 17x24
- Examinarea Oto-Rino-Laringologică, Autor: Prof. univ. dr. Traian Ataman, ISBN: 973-31-2161-4, Editura: Tehnică, Anul publicării: 2003, Pagini: 303, Format: 16x23
- Traumatismele urechii, Autor: Prof.univ.Dr. Traian Ataman, ISBN: 978-973-31-2325-5, Editura: Tehnică, Anul publicării: 2007, Pagini: 564, Format: 16x23
- Lexicon al diagnosticului în otorinolaringologie vol I+II, Autor: Savel Obreja,Elena Ionita, ISBN: 973-30-5943-9, Editura: Didactică și Pedagogică, Anul publicării: 2008

Stomatologie
- Bazele clinice și tehnice ale protezării fixe, Editura Medicală, autori: Dorin Bratu, Robert Nussbaum, ISBN: 978-973-39-0580-6, 2011
- Cariologie și odontoterapie restauratoare, Editura Medicală, autori: Andrei Iliescu, Memet Gafar ISBN: 978-973-39-0715-2, 2011
- Ortodonție practică-Aparatele ortodontice, Editura Medicală, autori: Lidia Boboc, Anca Temelcea, Dragos Stanciu, Radu Stanciu ISBN: 978-973-39-0718-3, 2011
- Ortodonție și ortopedie dento-facială, Editura Medicală, autori: Valentina Dorobat, Dragoș Stanciu, ISBN: 978-973-39-0677-3, 2011
- Prevenție primară în carie și Parodontopatii, Autor: Marian Cuculescu, ISBN: 978-973-30-2687-7, Editura: Editura Didactică și  Pedagogică, Anul publicării: 2010, Pagini: 591,Format: 16x23
- Antibioterapia in stomatologie, Autor: Iulia Ghitescu, ISBN: 973-9266-07-x, Editura: CERMA, Anul publicării: 2009, Pagini: 167, Format: 14x20
- Extracția dentară, Autor: Corneliu Burlibasa, Ion Maftei, ISBN: 973-96952-9-9, Editura: CERMA, Anul publicării: 2009, Pagini: 98, Format: 14x20
- Bazele clinice și tehnice ale protezării edentației totale, Autor: Dorin Bratu, Lucian Ieremia, Sorin Uram-Tuculescu, ISBN: 973-39-0553-4, Editura: Medicală, Anul publicării: 2005, Pagini: 1051, Format: 21x30
- Ocluzia dentară normală, patologică și terapeutică, Autor: Sever Popa, ISBN: 973-35-1892-1, Editura: DACIA, Anul publicării: 2004, Pagini: 340, Format: 16x23

Medico-legale
- Malpraxisul medical: oportunitate sau realitate, Autor: Raluca Mihaela Simion, ISBN: 978-973-50-2781-0, Editura: Humanitas, Anul publicării: 2010
- Malpraxisul Medical, Autor: Cristian Stan, ISBN: 978-973-1795-11-9, Editura: ETNA, Anul publicării: 2009, Pagini: 239, Format: 14x21
- Genetica judiciară de la teorie la practică, Editura Medicală, autori: Vladimir Belis, Ligia Barbarii, ISBN: 978-973-39-0620-9
- Medicina Legală - Curs pentru facultățile de drept, Autor: Vladimir Beliș, ISBN: 973-87500-5-9, Editura: Juridică, Anul publicării: 2006, Ediția: 6, Pagini: 303, Format: 13x20

Acupunctură, Masaj, Magnetoterapie
- Breviar de acupunctură, Autor: Katharina Kisewalter, Boris Kiesewalter, ISBN: 978-606-92180-6-8, Editura: Farma Media, Anul publicării: 2010, Pagini: 112, Format: 10x13
- Manual de tehnică a masajului terapeutic, Autor: Anghel Diaconu, ISBN: 978-973-39-0668-1, Editura: Medicală, Anul publicării: 2009, Pagini: 495, Format: 21x26
- Puterea vindecatoare a magneților, Autor: A. K. Bhattacharyya, A. R. Davis, ISBN: 978-973-47-0094-3, Editura: Paralela 45 - PRACTIC, Anul publicării: 2007, Pagini: 174, Format: 14x20

Diverse
- Profilaxia și controlul infecțiilor, Editura All, autor: Vinice Thomas, 2013
- Fiziologia sângelui, Editura Sitech, autori: Daniela Badea, Veronica Sfredel, Mihail Badea, 2013
- Geriatrie și geropatologie pentru asistenți medicali Editura All, autor:  Monica Moldoveanu, 2011
- Compendiu de reumatologie, Editura Tehnică, Autor: Eugen D. Popescu, Ruxandra Ionescu, ISBN: 973-31-2143-6, 2002
- Să înțelegem. Alcoolul și problemele consumului de alcool, Autor: Dr. Jonathan Chick, ISBN: 978-973-21-0927-4, Editura: Minerva, Anul publicării: 2008, Pagini: 130, Format: 11x18

## Farmaceutică, Biochimie, Analize de laborator
- Tehnologie farmaceutică industrială, ediția a II-a, Autor: Sorin E. Leucuța, ISBN: 978-973-35-2297-3, Editura: DACIA, Anul publicării: 2008, Pagini: 649, Format: 21x29
- Farmacologie Generală, Autor: Aurelia Nicoleta Cristea, ISBN: 978-973-30-2495-8, Editura: Editura Didactică și Pedagogică, Anul publicării: 2009, Pagini: 599, Format: 16x23
- Farmacopee de buzunar, Autor: Medic Art, ISBN: 978-973-88483-5-1, Editura: MedicArt, Anul publicării: 2008, Ediția: lux, Pagini: 310, Format: 11x17
- Biochimie Clincă, Autor: Denisa Mihele, ISBN: 978-973-39-0569-1, Editura: Medicala, Anul publicării: 2010, Ediția: 2, Pagini: 486, Format: 17x24
- Tratat de Microbiologie Clinică, Autor: Dumitru Buiuc, ISBN: 978-973-39-0593-6, Editura: Medicală, Anul publicării: 2009, Ediția: 3, Pagini: 1250, Format: 17x24
- MemoMed 2010 + Ghid Farmacoterapic Alopat si Homeopat, Autor: Dumitru Dobrescu, ISBN: 978-973-749-804-5, Editura: Minesan, Anul publicării: 2009, Ediția: 16, Format: 10x19
- Indicele Glicemic, Autor: Michel Montignac, ISBN: 978-973-675-636-8, Editura: Litera International, Anul publicării: 2009, Pagini: 118, Format: 13x20

## Medicină veterinară
- Fiziologia animalelor domestice - Autor: Ștefan Țurcanu, Chișinău UASM 2006, Pagini: 600, Format: A5, ISBN: 978-9975-9624-3-8;
- Dicționar de termeni fiziologici (român-francez, francez-român), Autor: Ștefan Țurcanu; Chișinău UASM 2010; Pagini: 186; Format: A5; ISBN: 978-9975-64-187-6;
- Tratat de medicină veterinară vol.4 - Autor: Nicolae Constantinescu-coordonator, ISBN: 973-31-2267-x, Editura: Tehnică, Anul publicării: 2006, Ediția: 1, Pagini: 730, Format: 17x24
- Tratat de medicină veterinară - Autor: Nicolae Constantin, ISBN: 973-31-1580-0, Editura: Tehnică, Anul publicării: 2009, Ediția: vol. V, Pagini: 1469, Format: 17x24
- Semiologie veterinară și tehnici de examinare - Autor: Constantin Vlagioiu,Niculae Tudor, ISBN: 973-657-389-3, Editura: SITECH, Anul publicării: 2008, Pagini: 300, Format: 17x24
- Semiologie, Imagistică medicală și Laborator clinic veterinar - Autor: Ionel Papuc (coordonator), Editura Accent 2009, Pagini: 618;
- Totul despre Trichineloză, - Autor: Cironeanu I., Ispas A. T., ISBN: 973-8011-37-x, Editura: M. A. S. T., Anul publicării: 2002, Pagini: 192,
- Sănătatea, bolile și îngrijirea copitelor - (editura M.A.S.T, autor: Michael Hulek isbn: 978-973-1822-89-1), Anul publicării: 2011, Pagini: 109, Format: 13x20;
- Reproducția animalelor de fermă - Autor: Vasile Miclea ș.a., Editura Accent 2010, Pagini: 328;
- Obstetrică veterinară, ginecologie și biotehnologii în reproducția animalelor - Autor: Mircea Popovici, A. Budanțev; Editura Litera; Chișinău 2002; Pagini: 600; ISBN: 9975-74-354-4;
- Diagnosticul și tratamentul bolilor obstetrical-ginecologice și ale glandei mamare la animalele de rentă - Autor: Mihai Popovici; Tipografia Prag-3, Chișinău 2010; Pagini: 328;
- Boli infecțioase ale animalelor agricole - Autor: Nicolae Starciuc, Constantin Vasiu; 2 volume (I- Bacterioze, II- Viroze); Tipografia Print-Caro; Chișinău 2012;Pagini: 355+439;
- Păsările domestice și pericolul gripei aviare - Autor: Nicolae Starciuc, Valeriu Enciu; Chișinău UASM 2007; Format: A5; Pagini: 157; ISBN: 978-9975-946-66-7;
- Situația epizootică, imunoprofilaxia și măsurile de combatere în bursita infecțioasă aviară - Autor: Nicolae Starciuc; Chișinău Print-Caro 2010; Format: A5; Pagini: 165; ISBN: 978-9975-4069-6-3;
- Ghid medical veterinar pentru proprietarii de bovine - Autor: Dumitru Holban; ACSA, Chișinău 2002; Pagini: 78;
- Vademecum medical veterinar - Autor: Dumitru Holban, Constantin Stătescu; Editura Civitas, Chișinău 1999; Format: A5; Pagini: 590;
- Afecțiunile septice ale acropodiilor la bovine - Autor: Valeriu Enciu; Chișinău UASM 2008; Format: A5; Pagini: 143; ISBN: 978-9975-64-107-4;
- Zooparazitologie - Autor: Nina Tălămbuță, Oleg Chihai; Chișinău ULIM 2008; Pagini: 258;
- Parazitologie și Boli parazitare -  Autor: Gh. Dărăbuș, S. Morariu, I. Oprescu, N. Mederle; Editura Mirton 2006, Timișoara; Pagini: 808;
- Atlas Zoologic - Autor: Tudor Cozari; Editura Știința, Chișinău 2013; Format: 250x300; ISBN: 978-9975-67-874-2;

## Vezi și
- Listă de edituri din România